# Micrurus silviae
La serpiente de coral Micrurus silviae es una especie de ofidio de potente veneno del género Micrurus, familia Elapidae.

## Distribución y hábitat
Habita en sabanas y forestas en el sur del Brasil en el estado de Río Grande del Sur, y en el este del Paraguay. Seguramente también se encuentre en el nordeste de la Argentina, en la mesopotamia, en las provincias de Misiones —sur—, Corrientes, y Entre Ríos, si bien no cuenta con registros. Habita en las ecorregiones terrestres campos y malezales y sabana uruguayense.

## Taxonomía
Descripción original
Esta especie fue descrita originalmente en el año 2007 por el equipo de herpetólogos integrado por Marcos Di-Bernardo, Nelson Jorge da Silva Jr. y Marcio Borges-Martins. El holotipo es: ITT 751.
Junto a otras 7 especies, integra el complejo Micrurus frontalis.

## Características
Esta especie muestra, como otras de su grupo, un patrón general de coloración tricolor. Se diferencia de otras especies de Micrurus que habitan en el sur de Brasil por los siguientes caracteres: 
- hocico superior negro,
- región gular blanca,
- resto de la cabeza completamente negro,
- patrón cromático con el anillo negro medio de 1,5 a 2 veces más grande que los anillos negros externos,
- anillos blancos más angostos que los anillos negros externos.

Esta especie se simpátrica con M. altirostris.

## Costumbres
Es un ofidio de hábitos furtivos, pero con un potente veneno capaz de matar a un hombre adulto. Pero no posee la agresividad de otras serpientes ponzoñosas, por lo que los accidentes son muy raros. 